# Episodi di Search Party (seconda stagione)
La seconda stagione della serie televisiva Search Party, composta da 10 episodi, è stata trasmessa negli Stati Uniti d'America, da TBS, dal 19 noviembre al 16 dicembre 2017.
In Italia, la stagione è inedita.
| nº | Titolo originale | Titolo italiano | Prima TV USA     | Pubblicazione Italia |
| -- | ---------------- | --------------- | ---------------- | -------------------- |
| 1  | Murder!          |                 | 19 novembre 2017 |                      |
| 2  | Conspiracy       |                 | 19 novembre 2017 |                      |
| 3  | Paralysis        |                 | 26 novembre 2017 |                      |
| 4  | Suspicion        |                 | 26 novembre 2017 |                      |
| 5  | Paranoia         |                 | 3 dicembre 2017  |                      |
| 6  | Obsession        |                 | 3 dicembre 2017  |                      |
| 7  | Denial           |                 | 10 dicembre 2017 |                      |
| 8  | Hysteria         |                 | 10 dicembre 2017 |                      |
| 9  | Frenzy           |                 | 17 dicembre 2017 |                      |
| 10 | Psychosis        |                 | 17 dicembre 2017 |                      |